# Neomudéjar

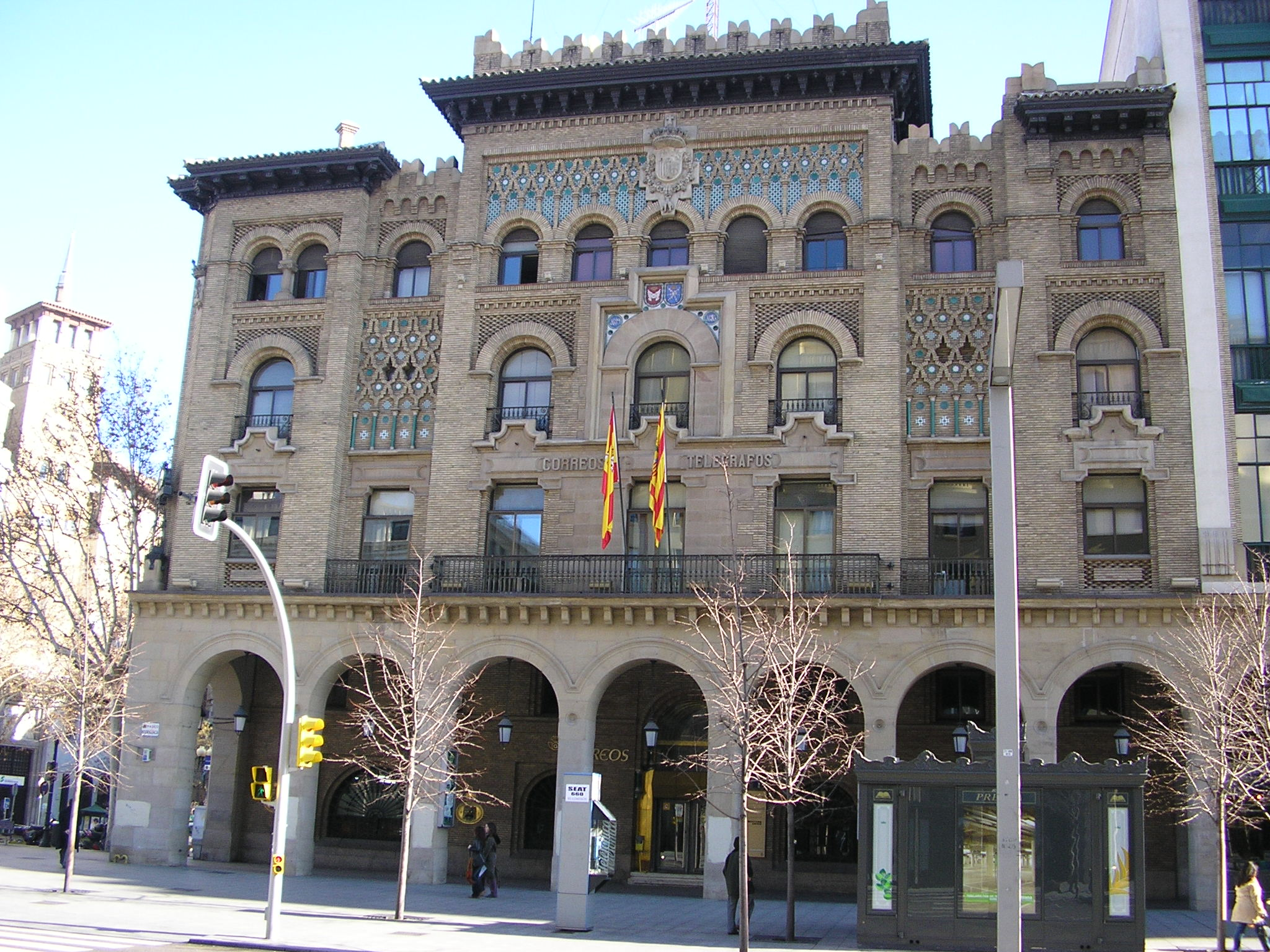
Ufficio postale di Saragozza.

Il neomudéjar è un movimento artistico e architettonico che iniziò alla fine del XIX secolo a Madrid, come variante "spagnola" dell'architettura neomoresca. Architetti come Emilio Rodríguez Ayuso videro nell'arte mudéjar non una forma di esotismo ma un tratto distintivo di identità nazionale e iniziarono a disegnare edifici utilizzando tratti dell'antico stile, tra cui le forme astratte in mattone (ladrillo) e gli archi a ferro di cavallo. Il nuovo stile storicista si associò specialmente nelle costruzioni di carattere festivo, di ozio e piacere, come nelle sale per fumatori (salones de fumar), casinò, stazioni ferroviarie, plazas de toros o saune.

## Esempi
Il primo esempio dello stile neomudéjar è l'antica plaza de toros di Madrid (che si trovava dove oggi c'è il Palacio de Deportes). A partire da allora lo stile neomudéjar fu quasi obbligatorio nelle plazas de toros di tutta la Spagna, come La Monumental di Barcellona e l'attuale Las Ventas si Madrid.
Ancora oggi si possono vedere edifici in stile neomudéjar a Madrid e in altri posti di Spagna, come la torre del Canal de Isabel II e le Escuelas Aguirre al lato nord del Parco del Retiro e le chiese di Santa Cristina (1906), di San Fermín de los Navarros (1890), di San Matías (1878) e la Iglesia de la Paloma (1912). 
Altri importanti edifici fuori Madrid sono il Palacio Laredo ad Alcalá de Henares, la stazione ferroviaria di Toledo, il Gran Teatro Falla di Cadice e il Pabellón Mudéjar del parco di María Luisa a Siviglia.

## Galleria d'immagini

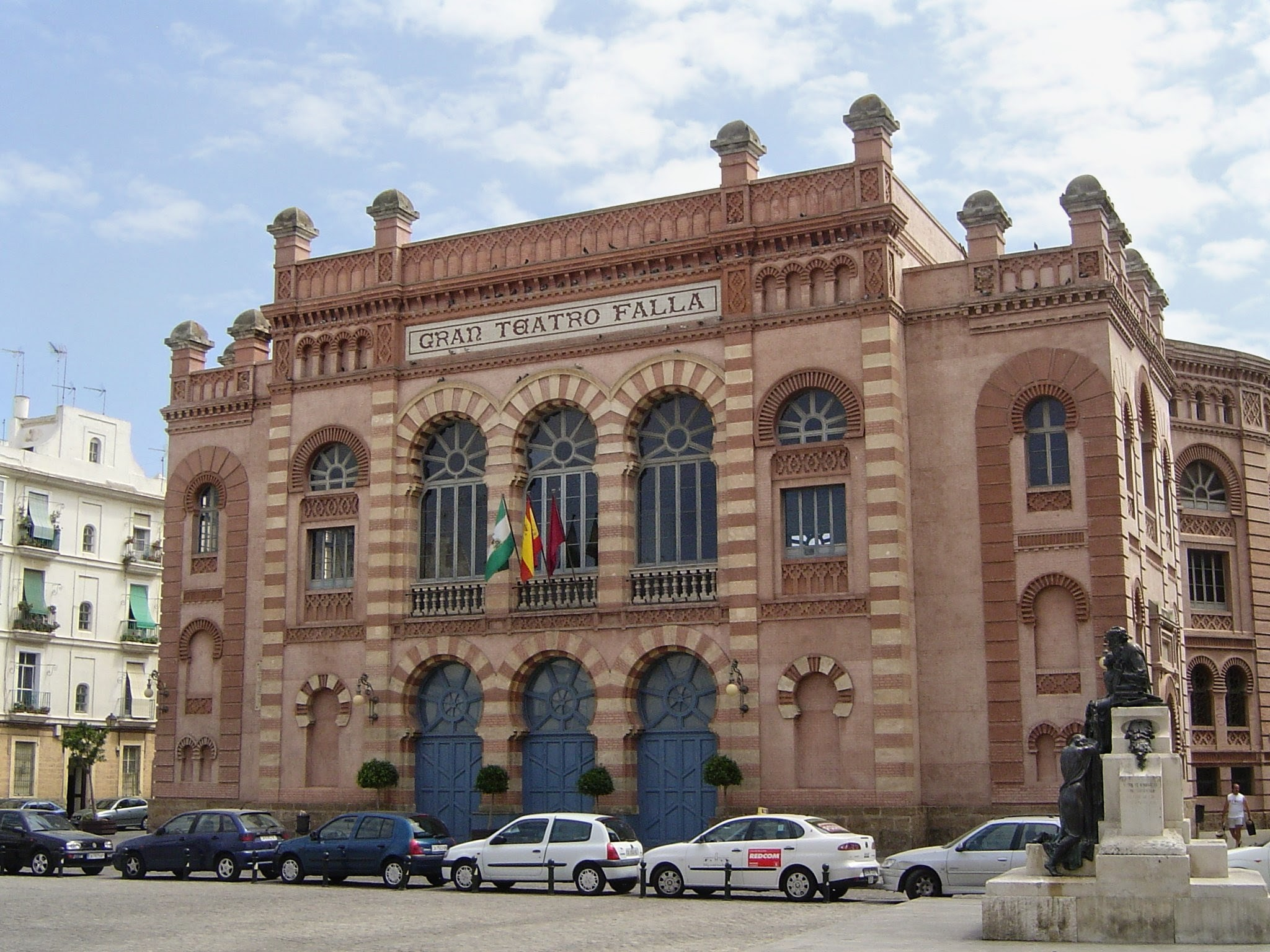
Gran Teatro Falla
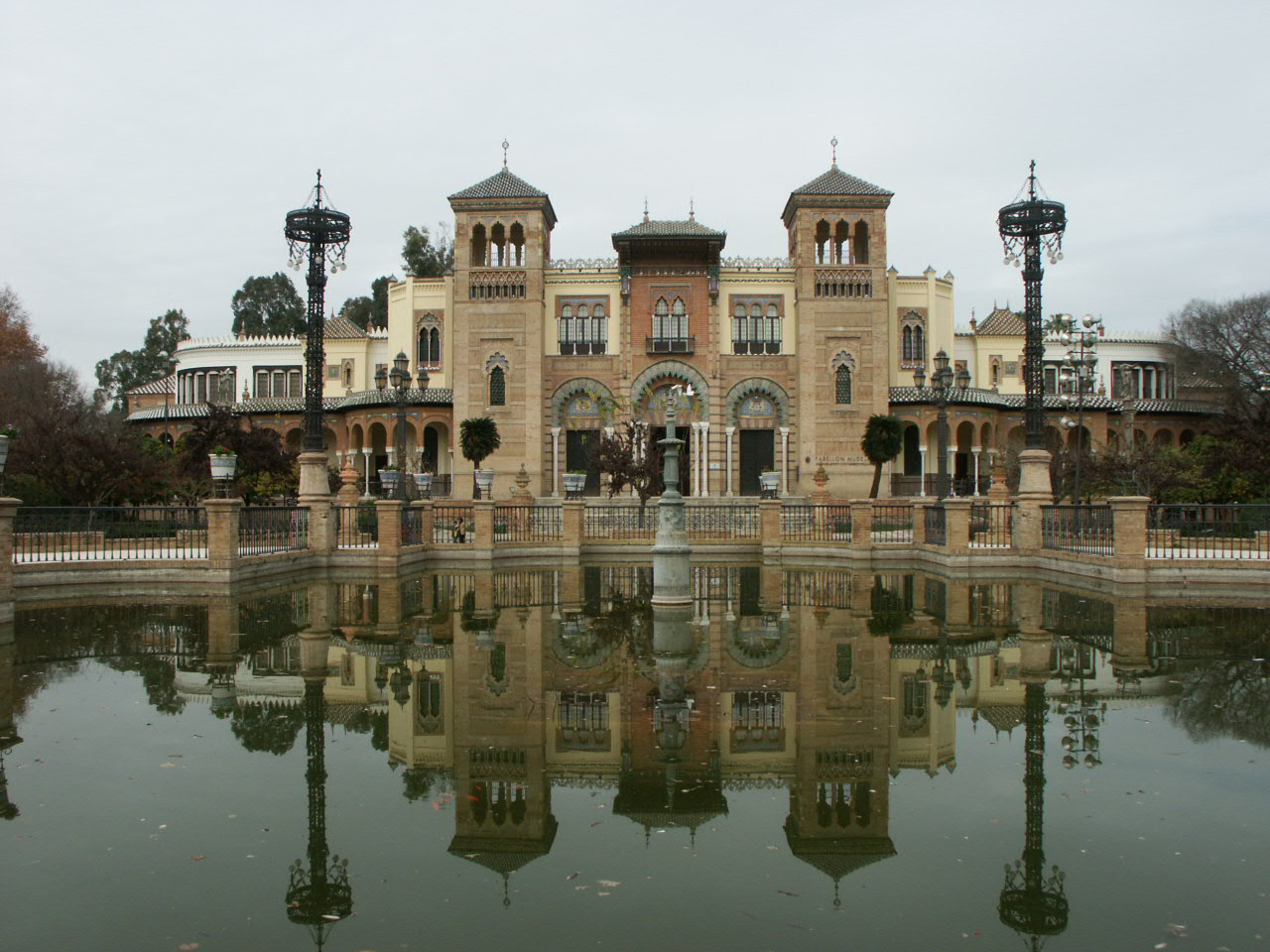
Pabellón Mudéjar
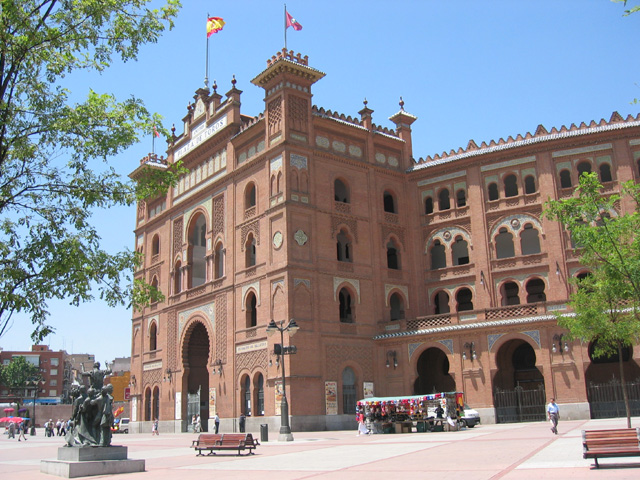
Las Ventas
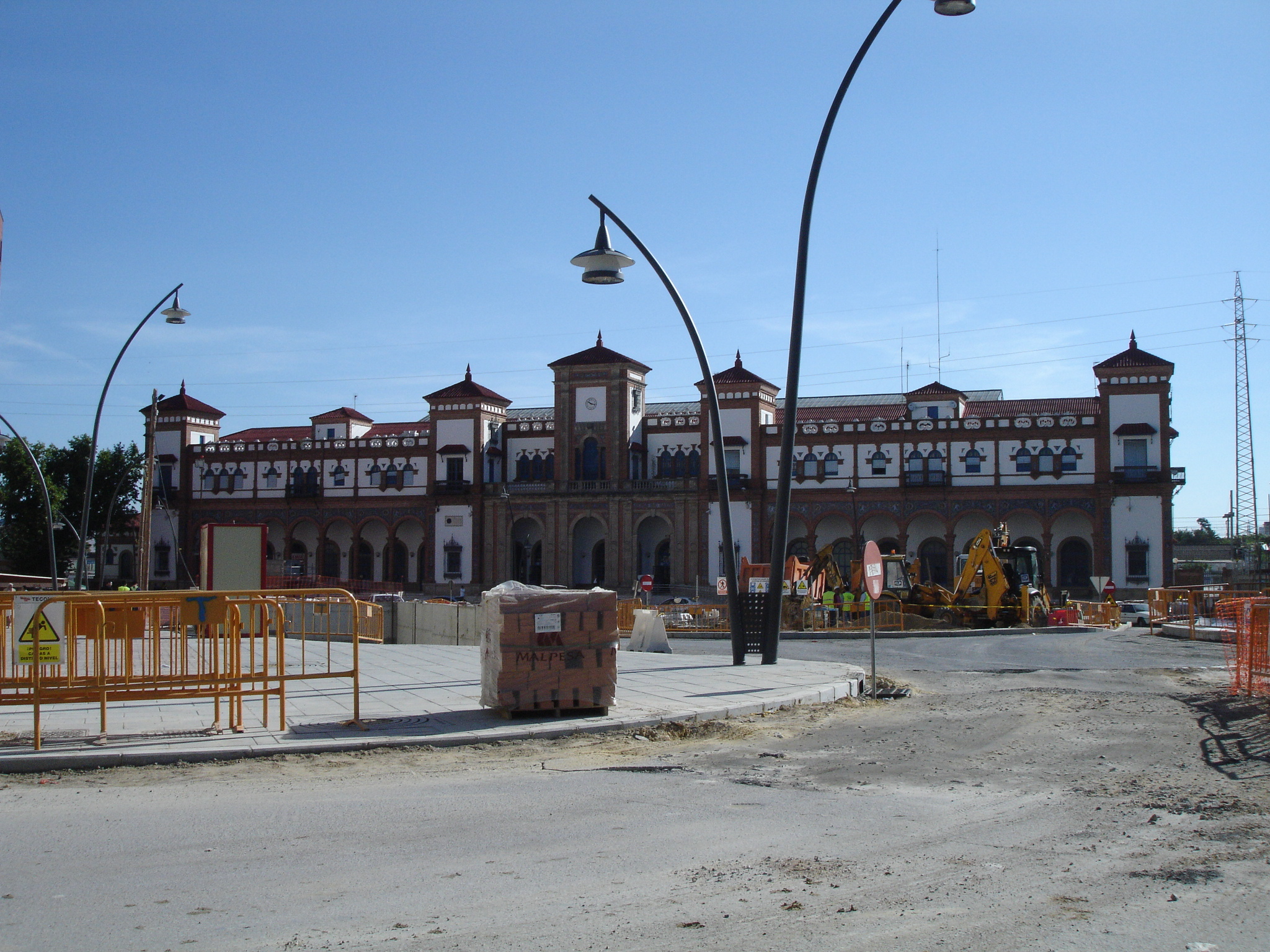
Stazione ferroviaria di Jerez